# Sergio Moraes Castanheira Brandão

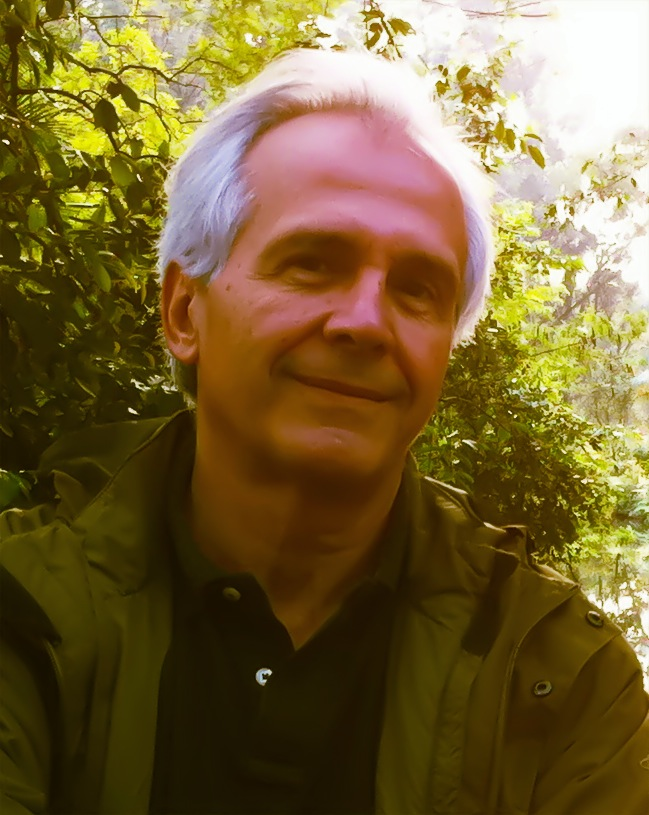
Sergio Brandão

Sergio Brandão é um jornalista, produtor audiovisual e comunicador de ciência brasileiro, curador Internacional da mostra Ver Ciência - Mostra Internacional de Ciência na TV.  Nasceu no Rio de Janeiro em 1949. Formou-se em Engenharia Civil pela UFRJ (1972) e fêz pós-graduação em Controle de Poluição em Londres, Inglaterra (1976). É diretor geral da VideoCiência, produtora de audiovisuais criada por ele em 1987, especializada em programas de ciência para televisão.
Começou sua carreira de jornalista especializado em ciência e tecnologia na BBC de Londres (onde trabalhou produzindo programas de rádio transmitidos para o Brasil durante 7 anos, a partir de 1974. Ao retornar ao Brasil em 1981, trabalhou na TV Globo como repórter dos programas Fantástico e Globo Repórter, tendo sido, em 1984, um dos criadores e primeiro repórter do programa Globo Ciência, programa pioneiro na divulgação científica pela TV no Brasil, transmitido pela Rede Globo durante 30 anos, até 2014.
Recebeu o Prêmio José Reis de Divulgação Científica do CNPq na modalidade Jornalismo Científico (1986).